# Seuseupan (Caringin)
Seuseupan is een bestuurslaag in het regentschap Sukabumi van de provincie West-Java, Indonesië. Seuseupan telt 4892 inwoners (volkstelling 2010).